# Rhinocerus (tác phẩm của Dürer)
Rhinocerus (Tê giác) là tên tác phẩm khắc gỗ của họa sĩ, nghệ nhân khắc bản in người Đức Albrecht Dürer sáng tác năm 1515. Tác phẩm này là hình ảnh một con tê giác dựa trên các mô tả từ sách vở và bức phác họa của một họa sĩ vô danh về con tê giác Ấn Độ Rhinoceros unicornis đã được đưa tới Lisboa vào đầu năm 1515. Đây là con tê giác đầu tiên được đưa tới châu Âu kể từ thời Đế chế La Mã vì vậy bản thân Dürer chưa bao giờ được nhìn thấy một con tê giác thực sự. Vào cuối năm 1515 vua Manuel I của Bồ Đào Nha đã gửi con vật tặng Giáo hoàng Leo X làm quà nhưng chiếc tàu chở con thú đã bị đắm ngoài khơi Ý đầu năm 1516 và phải chờ đến năm 1579 con tê giác thứ hai mới được mang từ Ấn Độ về châu Âu.
Mặc dù có nhiều chi tiết theo cơ thể học không chính xác về loài tê giác, bức tranh Rhinocerus vẫn nổi danh ở châu Âu với nhiều đợt sao chép qua ba thế kỷ sau đó vì tranh minh họa chính xác và hiện thực về con thú. Mãi đến cuối thế kỷ 18 khi con tê giác Clara được đưa đi trưng bày khắp châu Âu, Rhinocerus mới dần bị thay thế bởi các bức minh họa chân thực hơn. Người ta đã nhận xét về tác phẩm của Dürer như sau: "có lẽ không bức tranh động vật nào có được ảnh hưởng sâu sắc tới nghệ thuật như vậy".

## Tê giác

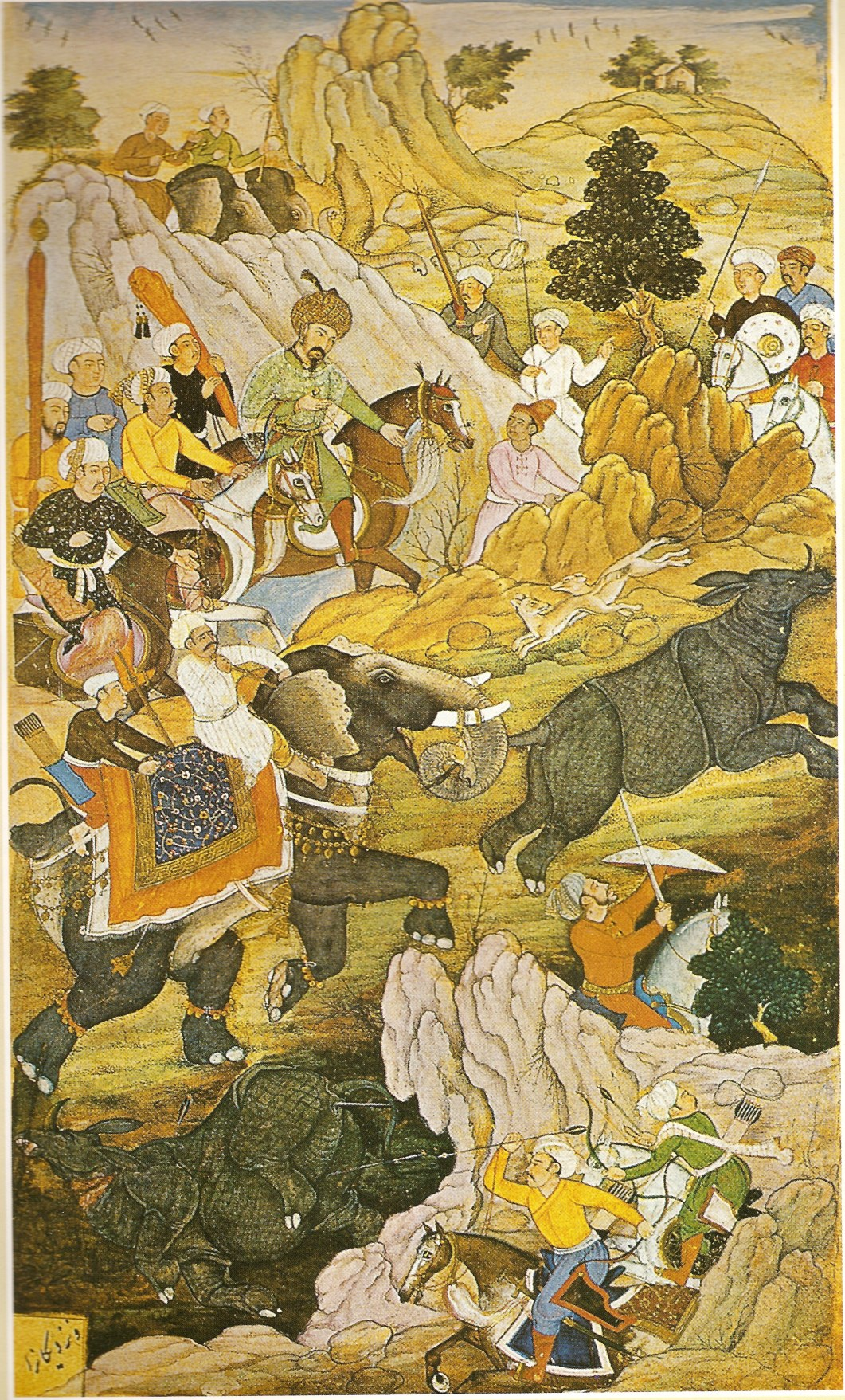
Cuộc săn tê giác của vua Babur của vương triều Mogul (trước năm 1530), lấy từ trang 127 của Treasures of Natural History (2005), Hội Lịch sử Tự nhiên Mumbai và Oxford University Press, Mumbai.

Ngày 20 tháng 5 năm 1515, một con tê giác được đưa từ Ấn Độ tới cảng Lisboa bằng đường biển. Trước đó vào đầu năm 1514, Afonso de Albuquerque, toàn quyền Ấn Độ thuộc Bồ Đào Nha đã gửi sứ bộ tới Sultan Muzafar II, tiểu vương vùng Cambay (nay là bang Gujarat, Ấn Độ), để xin phép xây dựng một pháo đài trên hòn đảo Diu. Tuy Muzafar II không chấp nhận đề nghị của de Albuquerque nhưng ông cũng gửi tặng vị toàn quyền một số tặng vật giao hảo, trong đó có một con tê giác. Theo thông lệ đương thời, các vị quân vương thường trao đổi những con thú lạ để trưng bày trong vườn thượng uyển, vì vậy con tê giác của Sultan Muzafar II đã được thuần dưỡng để thích nghi với cuộc sống nuôi nhốt. Về phần mình, Alfonso de Albuquerque đã quyết định chuyển con thú, vốn có tên tiếng Gujarati là ganda, cùng người chăm sóc nó, Ocem, về Bồ Đào Nha cho vua Manuel I. Con tê giác rời Ấn Độ trên con tàu Nossa Senhora da Ajuda của thuyền trưởng Francisco Pereira Coutinho.. Nossa Senhora da Ajuda rời cảng Goa tháng 1 năm 1515, vượt qua mũi Hảo Vọng rồi tiến về phía Bắc, dừng chân tại đảo Saint Helena và Açores trước khi về tới Lisboa tháng 5 năm 1515. Sau chuyến đi kéo dài 120 ngày (tương đối nhanh so với kỹ thuật hàng hải thời đó), con tê giác được chuyển lên bờ tại địa điểm gần với Tháp Belém đang được xây dựng. Sau này ngọn tháp đã được trang trí với các miệng máng xối có hình đầu tê giác.
Kể từ sau thời Đế chế La Mã, tê giác ở Âu châu đã trở thành một loài động vật huyền thoại nên khi con vật xuống thuyền ở Bồ Đào Nha thì công chúng náo động ví như con người thời Phục Hưng chợt tìm thấy một di vật của thời Cổ Đại. Con vật đã được cả giới bác học lẫn đại chúng đến xem xét kỹ lưỡng. Tranh vẽ con tê giác như một tạo vật kỳ diệu được truyền đi khắp châu Âu. Bức minh họa sớm nhất của con tê giác sống có lẽ là một bức vẽ của Giovanni Giacomo Penni, in ra ở Roma ngày 13 tháng 7 năm 1515. Bản sao duy nhất còn lại của tác phẩm này hiện được giữ tại Institución Colombina ở Sevilla, Tây Ban Nha.
Con thú lạ được nuôi tại vườn thượng uyển của vua Manuel trong Cung điện Ribeira ở Lisboa thay vì nuôi chung với đàn voi và những con thú khác ở Cung điện Estãos. Vào ngày lễ Thánh 3 tháng 6, vua Manuel cho tổ chức một cuộc thi đấu giữa tê giác và voi hầu kiểm chứng những ghi chép của Caius Plinius Secundus từ thời La Mã. Theo Caius thì voi và tê là hai loài thù địch. Trong đấu trường khi con tê giác chậm rãi tiến về đối thủ thì con voi con, bị đám đông náo động, bỏ chạy khỏi sân trước khi cuộc đấu kịp bắt đầu.

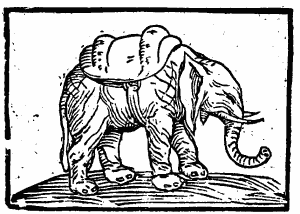
Bản khắc gỗ của con voi Hanno từ cuốn sách "Philomathes" (Roma, khoảng 1514)

Vua Manuel sau quyết định gửi con tê giác như một món quà tặng Giáo hoàng Leo X hàu mong Giáo hoàng sẽ ban cho Bồ Đào Nha quyền sở hữu tuyệt đối trên các mảnh đất mới khám phá được ở vùng Viễn Đông kể từ khi Vasco da Gama tìm ra tuyến đường tới Ấn Độ vòng qua châu Phi năm 1498. Một năm trước đó, Manuel I cũng đã gửi tặng Giáo hoàng một con voi trắng, món quà mà Leo X rất ưng ý và đặt tên là Hanno. Cùng với nhiều tặng vật giá trị bằng bạc và hương liệu, Manuel I cho đính vào cổ con tê giác một dải lụa thêu hoa trước khi chuyển lên tàu tháng 12 năm 1515 ở Tejo trực chỉ Roma. Đầu năm 1516, khi sứ bộ dừng nghỉ ở hải đảo ngoài khơi Marseille thì vua François I của Pháp xuống chiếu muốn đến xem. Con thú ra mắt vua Pháp ngày 24 tháng 1 năm 1516.
Sau khi đoàn tàu nhổ neo tiếp tục chuyến hải hành thì bất ngờ gặp bão ở eo biển Porto Venere ở phía Bắc La Spezia. Con tàu chở tặng vật cho Giáo hoàng bị đắm chìm. Loài tê giác, vốn biết bơi nhưng vì bị cột bằng xích vào thành tàu nên con thú chết đuối. Xác của nó trôi dạt vào gần Villefranche-sur-Mer thì được vớt lên, chuyển về Lisboa để nhồi bông. Con tê giác sau lại chuyển sang Roma vào tháng 2 năm 1516 để trưng bày nhưng một con vật đã chết không còn gây chú ý như một con thú sống trước kia ngoài một vài ghi chép của Giovanni da Udine và Raffaello. Con tê giác nhồi bông sau khi đến Ý được ít lâu thì mất tích; có thuyết cho là dòng họ Medici chuyển con vật kỳ dị này về Firenze hoặc nó bị phá hủy trong cuộc Cướp phá Roma năm 1527. Nghi vấn này đã được Lawrence Norfolk sử dụng cho cuốn tiểu thuyết ông viết năm 1996 The Pope's Rhinoceros (Con tê giác của Giáo hoàng).

## Bản khắc của Dürer

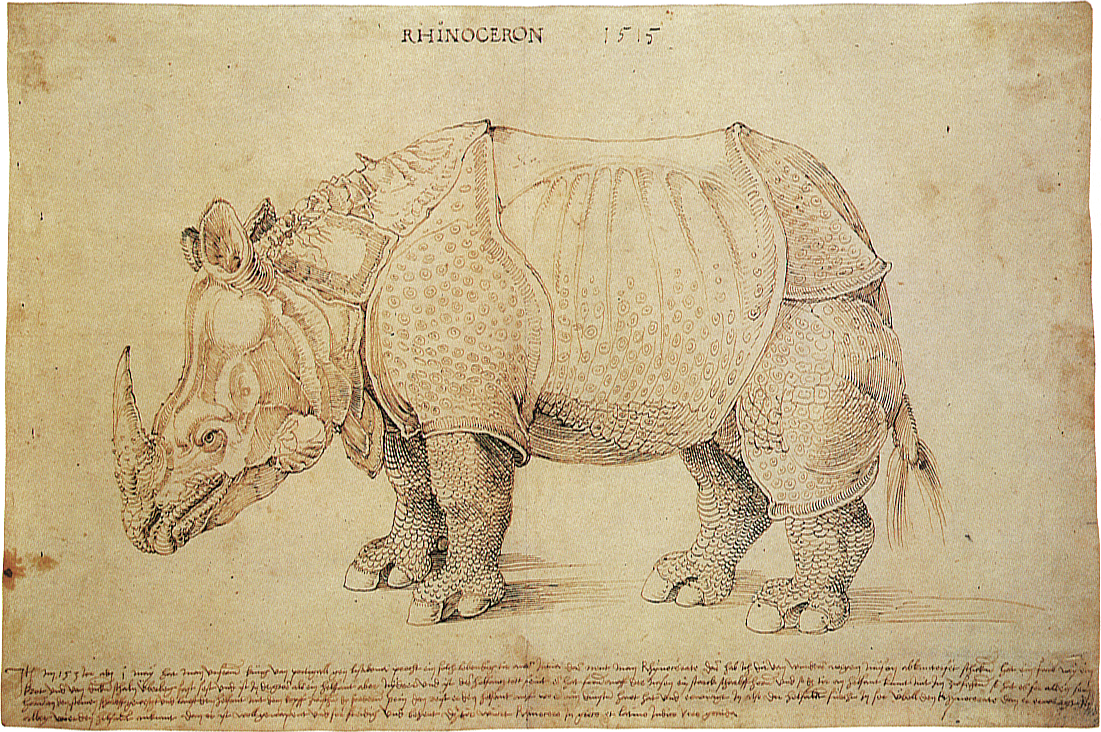
Tranh bút mực về con tê giác, Albrecht Dürer, 1515, British Museum. Phần ghi chép bị nhầm khi ghi con tê giác tới Lisboa năm "1513".

Valentim Fernandes, một thương gia và thợ khắc bản in người Moravia, sau khi nhìn thấy con tê giác ở Lisboa đã kể lại hình dáng con vật trong bức thư gửi cho người bạn ở Nürnberg tháng 6 năm 1515. Một bản sao của bức thư bằng tiếng Ý hiện vẫn còn được giữ tại Thư viện Quốc gia Trung ương ở Firenze (Biblioteca Nazionale Centrale Firenze). Một bức thư khác không rõ tác giả cũng được gửi từ Lisboa tới Nürnberg cùng thời điểm này, có phác họa hình con tê giác của một họa sĩ vô danh. Sau khi đọc bức thư và xem phác họa, Dürer mặc dù chưa từng nhìn thấy tê giác sống, đã vẽ lại hai bức họa bằng bút mực. Một bức sau này thuộc bộ sưu tập của Hans Sloane còn một bức lưu lại ở British Museum. Bản khắc Rhinocerus được thực hiện dựa trên bức họa thứ hai.
Phần ghi chép trên bản khắc bằng tiếng Đức, phần lớn dựa trên tác phẩm của Caius Plinius Secundus như sau:
| “ | Vào ngày đầu tiên của tháng 5 năm 1513, vị vua quyền lực của Bồ Đào Nha, Manuel của Lisboa, đã mang về từ đất Ấn Độ một con thú kì diệu; đó là con tê giác. Đây là một minh họa chân thực cho con thú đó. Nó có màu da của một con rùa đốm, một lớp vảy dày bên ngoài bao phủ toàn thân. Con thú có tầm vóc của một con voi nhưng chân ngắn hơn và gần như không có vật gì động được đến nó. Ở đầu mũi nó có một cái sừng nhọn và chắc, lại dùng đá mài cho sắc thêm. Con tê giác là kẻ thù không đội trời chung của loài voi. Voi sợ tê giác, và nếu chúng chạm trán thì con tê giác sẽ húc thẳng vào giữa hai chân trước của voi, đâm thủng bụng voi, trong khi voi không có cách nào tự vệ chống lại được. Bộ giáp và sừng của tê giác quá hoàn hảo khiến cả voi cũng không thể kình được. Người ta nói rằng tê giác chạy nhanh, hung hãn và khôn ngoan. | ” |

Xét kỹ ra bản khắc của Dürer không hoàn toàn chính xác với cơ thể học của tê giác Ấn Độ. Dürer mô tả con vật với các lớp vảy sừng cứng bao phủ khắp cơ thể như một "bộ áo giáp", một vòng cứng nơi cổ, và một phần giáp ở ngực trông rắn chắn ghim các mấu như đinh tán dọc theo đường nối của các lớp giáp. Dürer cũng "thêm" một sừng xoắn nhỏ trên lưng con vật, tạo cho con tê giác bốn chân có vẩy và phần sau hông có dạng như lưỡi cưa. Những đặc điểm này không hề có trên cơ thể của một con tê giác thực sự. Có lẽ một bộ giáp thật đã được vua Manuel I đặc chế cho con tê giác trong cuộc chọi với con voi tại Lisboa, và minh họa của Dürer đã mô tả cả bộ giáp này. Theo một khía cạnh khác thì việc thêm thắt "bộ giáp" của Dürer là lối mô tả các phần vảy sừng dày của tê giác Ấn Độ; hoặc chỉ đơn thuần là sự hiểu lầm và phóng tác của chính tác giả. Dürer còn vẽ cho con tê giác một lớp da dạng vảy cá, có lẽ vì muốn mô tả lớp da gần như không có lông của loài tê giác Ấn Độ vốn có những mấu da dạng mụn cóc bao bọc hai chân trước và phần vai. Mặt khác, phần mô tả da của Dürer có lẽ còn đề cập tới bệnh viêm da ở con tê giác vốn bị nuôi nhốt suốt 4 tháng trên chuyến hải trình từ Ấn Độ về Bồ Đào Nha.
Cùng thời điểm với Dürer, một bản khắc thứ hai được Hans Burgkmair thực hiện ở Augsburg. Burgkmair vốn có quan hệ với các lái buôn ở Lisboa và Nürnberg, nhưng không rõ liệu ông có trực tiếp xem các bức thư và phác họa như Dürer không. Minh họa của Burgkmair có đường nét chân thực hơn so với tác phẩm của Dürer; bức vẽ còn có cả phần xiềng xích của con tê giác. Tuy vậy, bản khắc của Dürer để lại tiếng vang lớn hơn, vượt trội hẳn so với bản khắc của Burgkmair. Cho đến nay chỉ còn duy nhất một bản sao của Burgkmair (lưu giữ tại bảo tàng Graphische Sammlung Albertina, Wien) trong khi tác phẩm của Dürer đã được sao đi sao lại rất nhiều lần. Bản khắc gốc của Dürer năm 1515 được phân biệt bởi 5 hàng chữ chú thích phía trên; các bản sao sau khi Dürer qua đời năm 1528, gồm hai bản thực hiện vào thập niên 1540, hai bản khác thực hiện cuối thế kỷ 16 đều có 6 hàng chữ chú thích. Bản khắc gốc sau này còn được sử dụng nhiều lần, dù đã bị mọt ăn nhiều lỗ và nứt một vết ở phần chân của con tê giác.
|                                                   | |                                                                                               | |
| Phần vảy sừng trên da một con tê giác Ấn Độ thật. | Bản in đầu tiên về con tê giác có lẽ xuất phát từ một bản khắc gỗ thô để minh họa cho bài thơ của Giovanni Giacomo Penni xuất bản ở Roma tháng 7 năm 1515. (Biblioteca Colombina, Sevilla). | Bản sao Rhinocerus do David Kandel thực hiện cho tác phẩm Cosmographia của Sebastian Münster. | Tranh bút mực về con tê giác, Hans Burgkmair, 1515, nay được lưu giữ tại bảo tàng Graphische Sammlung Albertina, Wien. |

Mặc dù có nhiều lỗi về cơ thể học, bản khắc của Dürer vẫn nổi tiếng và được coi là một minh họa chính xác về loài tê giác cho tới cuối thế kỷ 18. Các hình vẽ bắt nguồn từ bản khắc này xuất hiện trong nhiều văn bản về khoa học tự nhiên, trong đó có Cosmographiae của Sebastian Münster (1544), Historiae Animalium của Conrad Gessner (1551), Histoire of Foure-footed Beastes của Edward Topsell (1607) và rất nhiều tác phẩm khác. Hình ảnh con tê giác dựa trên bản khắc của Dürer cũng được Alessandro de' Medici chọn làm huy hiệu của ông vào tháng 6 năm 1536 với dòng khẩu hiệu "Non buelvo sin vencer" ("Không trở về nếu không chiến thắng"). Một tác phẩm điêu khắc dựa trên Rhinocerus cũng được Jean Goujon thực hiện ở Paris năm 1549 để chào mừng sự kiện Henri II của Pháp đăng quang. Con tê giác cũng xuất hiện trong nhiều tác phẩm hội họa và điêu khắc khác, nó đặc biệt phổ biến thông qua các bức tượng tê giác bằng sứ. Sự nổi tiếng của Rhinocerus vẫn tiếp tục ngay cả khi một con tê giác Ấn Độ thật được đưa tới triển lãm ở Madrid trong suốt 8 năm từ 1579 tới 1587.
Vị trí của Rhinocerus bắt đầu lung lay từ cuối thế kỷ 18 sau khi nhiều con tê giác sống được đưa về triển lãm tại châu Âu, giúp công chúng có được cái nhìn chân thực hơn về loài vật này. Năm 1749, Jean-Baptiste Oudry đã vẽ một bức chân dung khổ thật của con tê giác Clara. George Stubbs cũng vẽ một bức tranh chân dung tê giác lớn ở Luân Đôn khoảng năm 1790. Cả hai tác phẩm đều có độ chính xác cao hơn bản khắc của Dürer và dần đẩy Rhinocerus khỏi vai trò minh họa cho loài tê giác. Bức tranh của Oudry đã được Georges-Louis Leclerc de Buffon sử dụng để minh họa cho bộ từ điển bách khoa nổi tiếng Histoire naturelle. Năm 1790, trong buổi nói chuyện về chuyến thám hiểm đầu nguồn sông Nile, James Bruce đã phê phán Rhinocerus "mô tả đặc biệt sai lầm ở mọi phần" và "là nguồn gốc cho hình dáng quái vật của loài thú này". Mặc dù minh họa loài tê giác trắng ở châu Phi của Bruce có nhiều khác biệt so với tê giác Ấn Độ nhưng nó vẫn cho thấy những đặc điểm khác biệt lớn so với Rhinocerus của Dürer. Tuy vậy cho đến cuối những năm 1930, bản khắc của Dürer vẫn còn xuất hiện trong sách giáo khoa như là minh họa chân thực cho loài tê giác. Trong tiếng Đức, tê giác Ấn Độ cho đến nay vẫn được gọi là Panzernashorn hay "tê giác có giáp". Về mặt nghệ thuật, Rhinocerus tiếp tục có ảnh hưởng đến nghệ thuật hiện đại, một ví dụ điển hình là tác phẩm điêu khắc nổi tiếng Rinoceronte vestido con puntillas do Salvador Dalí sáng tác năm 1956.

## Hình ảnh
| | | |                                                             |
| Huy hiệu của Alessandro de' Medici, từ tác phẩm của Paolo Giovio, Dialogo dell'impresse militari et amorosi. | Tượng sứ con tê giác tại bảo tàng đồ sứ ở Meissen, dựa trên bức điêu khắc của Johann Gottlieb Kirchner thực hiện khoảng năm 1730. | Đấng Tạo hóa của muôn loài của Raffaello, 1518–1519. Một con tê giác xuất hiện ở bên phải cái cây, cùng với một con voi - có thể là con Hanno - ở bên trái. | Rinoceronte vestido con puntillas (1956) của Salvador Dalí. |